# Rue Barbet-de-Jouy
Cet article possède un paronyme, voir Rue de Jouy.
La rue Barbet-de-Jouy est une petite rue du 7e arrondissement de Paris, dans le quartier des Invalides. 

## Situation et accès
Parallèle au boulevard des Invalides et à la rue Vaneau, elle commence au 67, rue de Varenne et se termine 62, rue de Babylone. À mi-parcours, sur son côté impair, elle croise la rue de Chanaleilles.
Le quartier est desservi par la ligne 13 aux stations Varenne et Saint-François-Xavier.

## Origine du nom

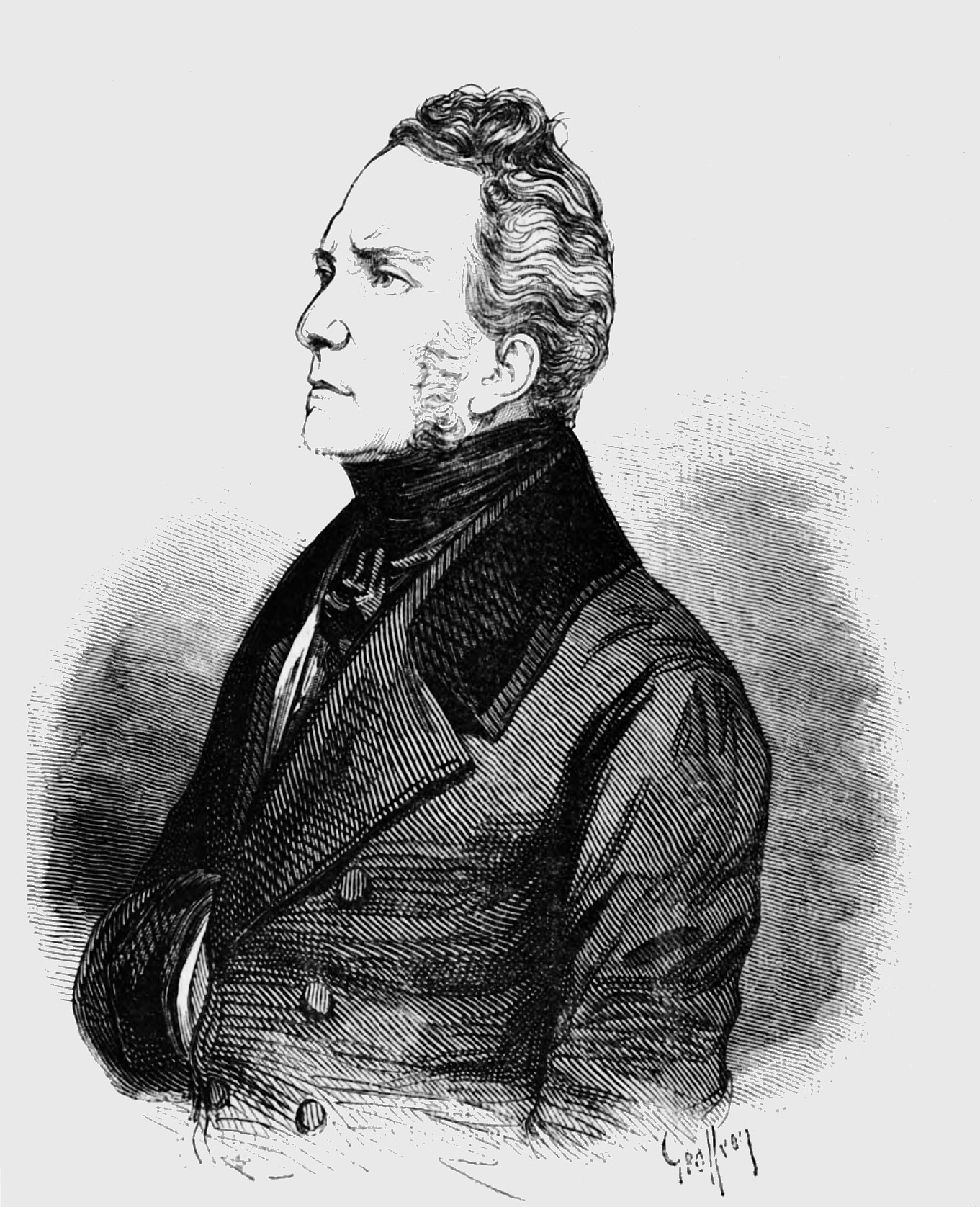
Barbet de Jouy en 1846.

La rue doit son nom et sa création à un industriel français du XIXe siècle, Jacques-Juste Barbet de Jouy (1787-1864), qui l'a fait ouvrir en 1836 sur des terrains dont il était propriétaire et a fait don de la voie à la Ville de Paris.

## Historique
L'artère se situe sur l'emplacement d'une partie de l'ancien hôtel Grimod d'Orsay, connu aujourd'hui sous le nom d'hôtel de Clermont. Les bâtiments actuels, dont l'entrée se trouve au 69, rue de Varenne et qui portent les nos 6-8 de la rue Barbet-de-Jouy, datent pour l'essentiel des travaux effectués par Barbet de Jouy en 1836, puis par la comtesse Duchâtel, propriétaire en 1838, puis enfin par son fils, le comte Tanneguy Duchâtel, dans la seconde moitié du XIXe siècle. 

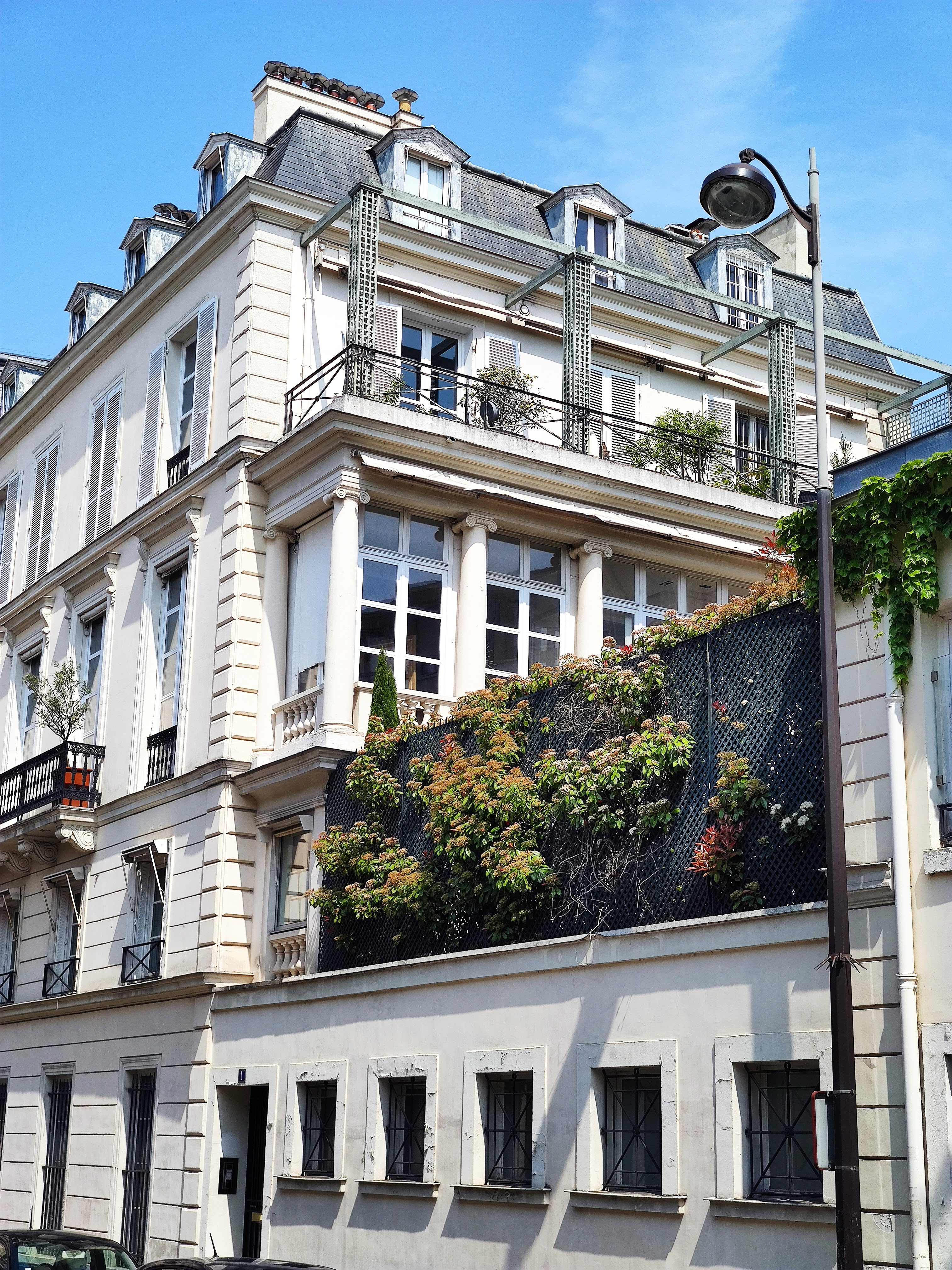
No 1.

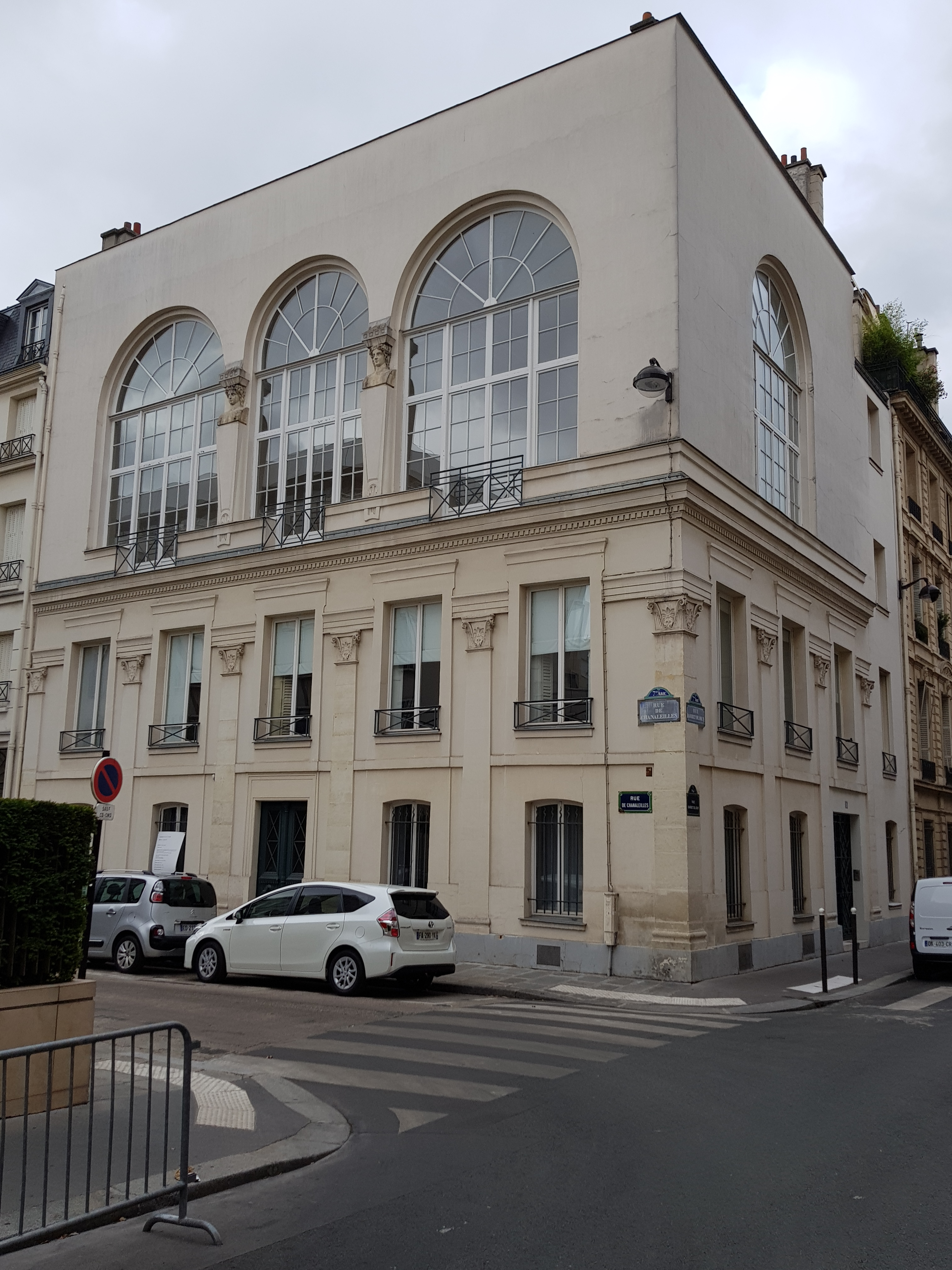
No 19 (angle de la rue de Chanaleilles).

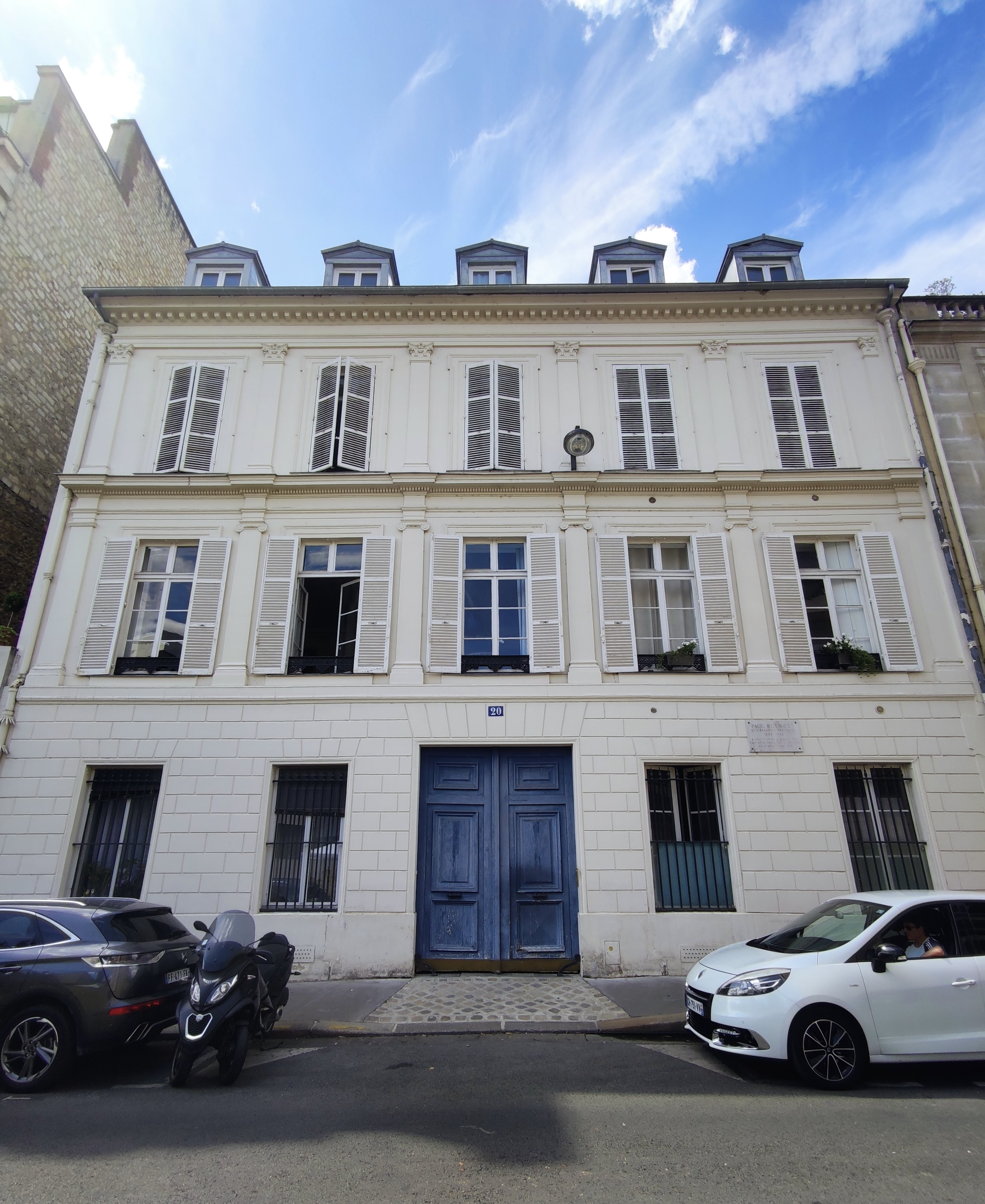
No 20.

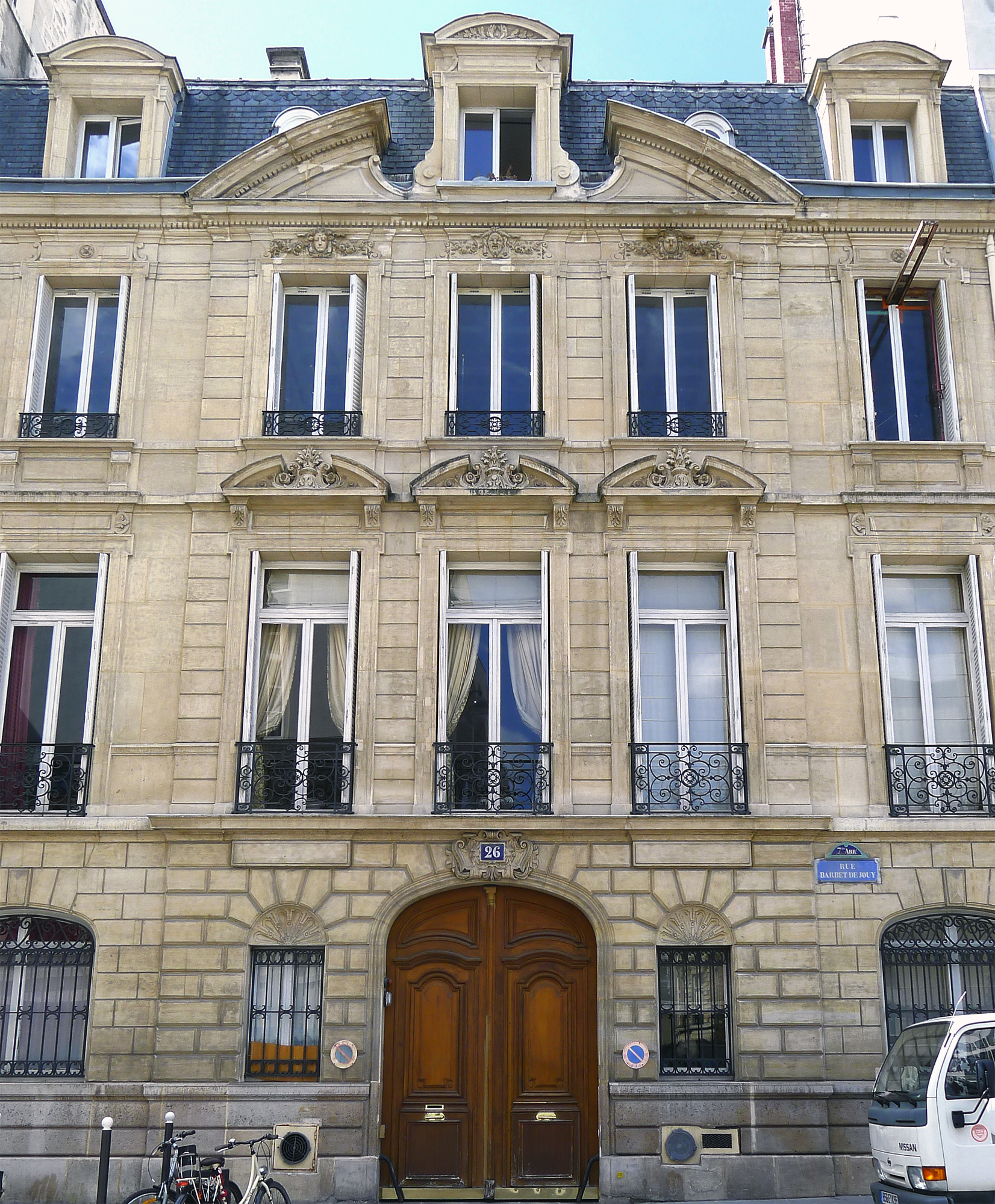
No 26 : exemple d'immeuble préservé, côté pair.

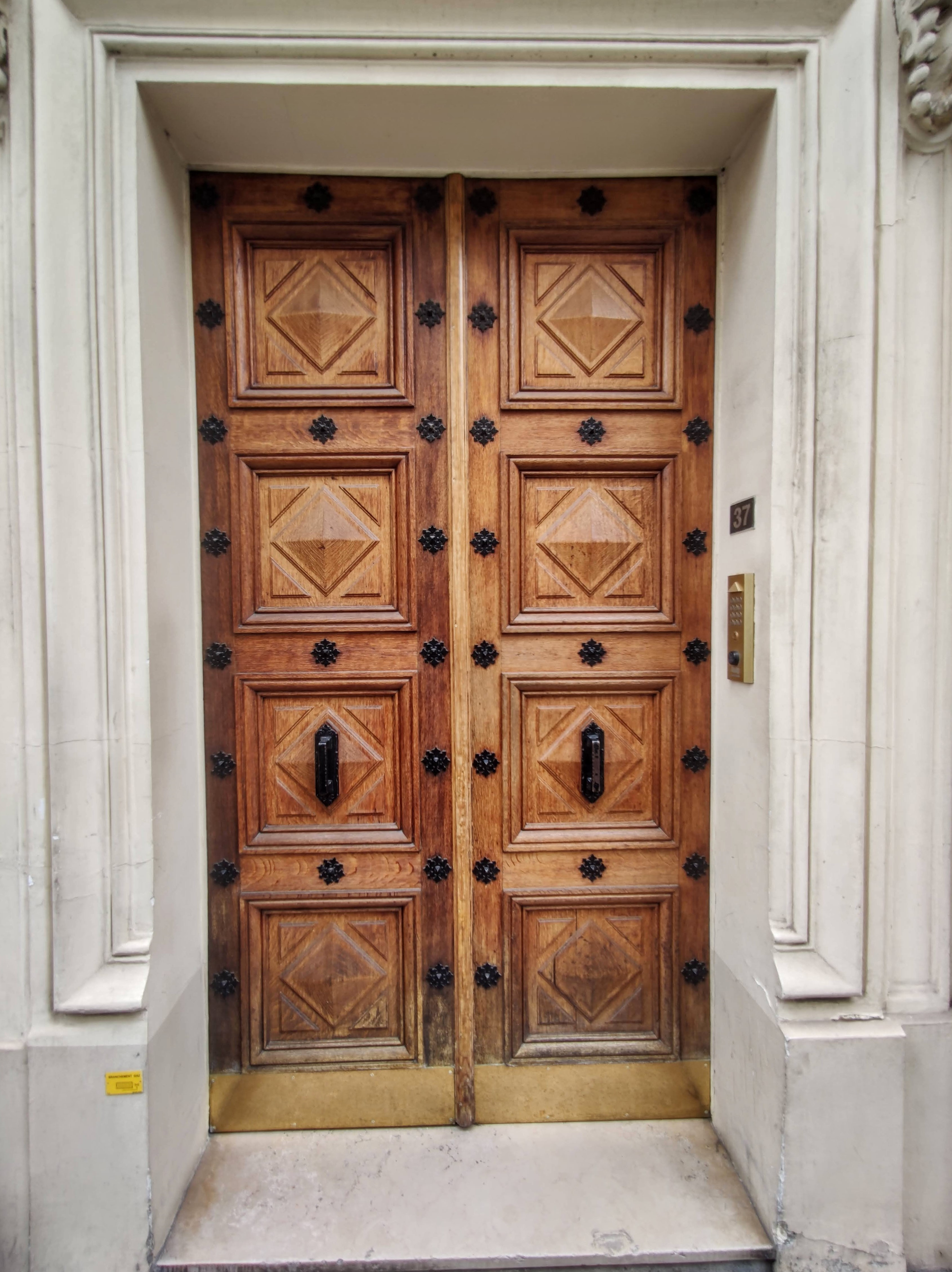
No 37.

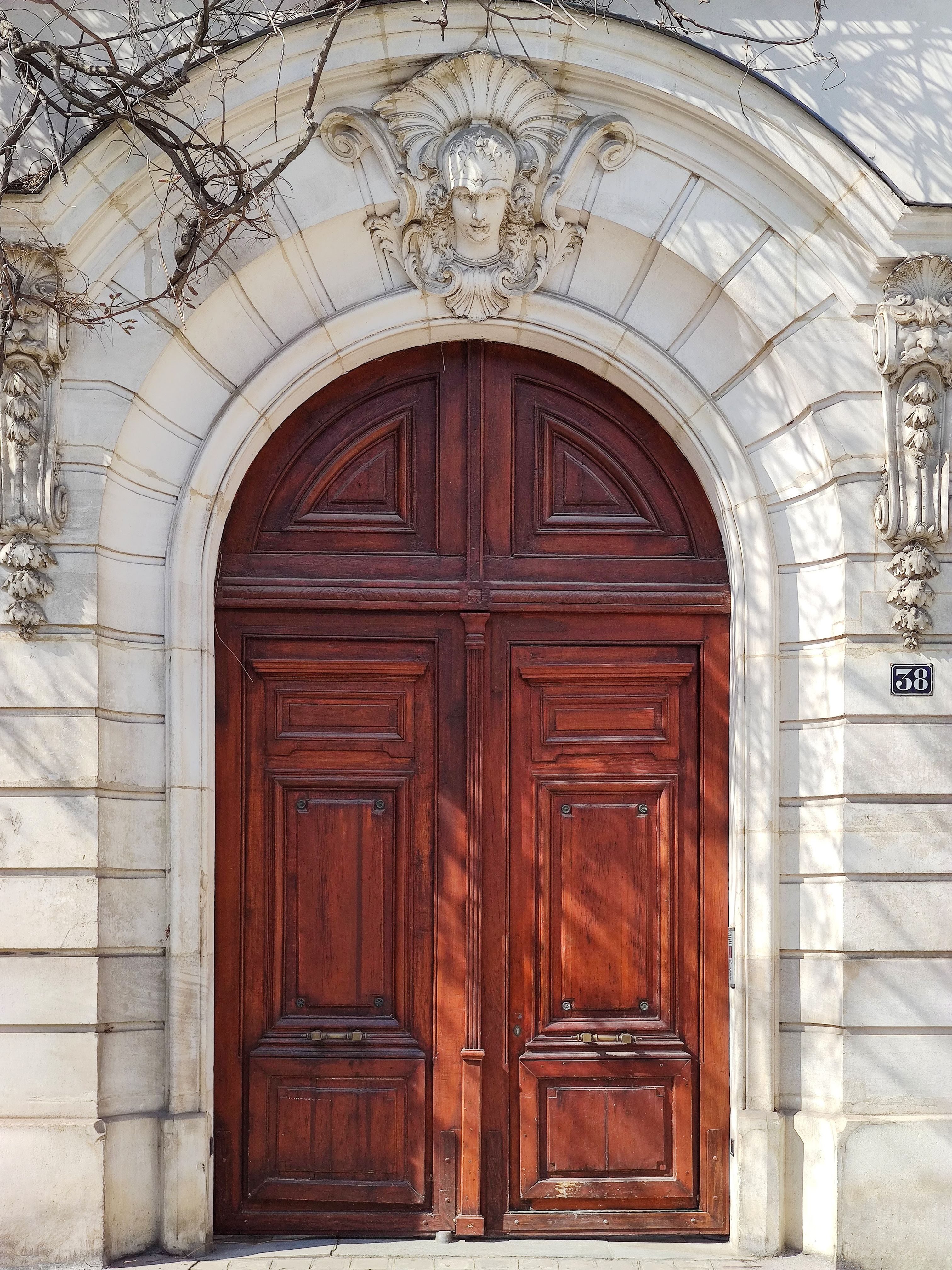
No 38.

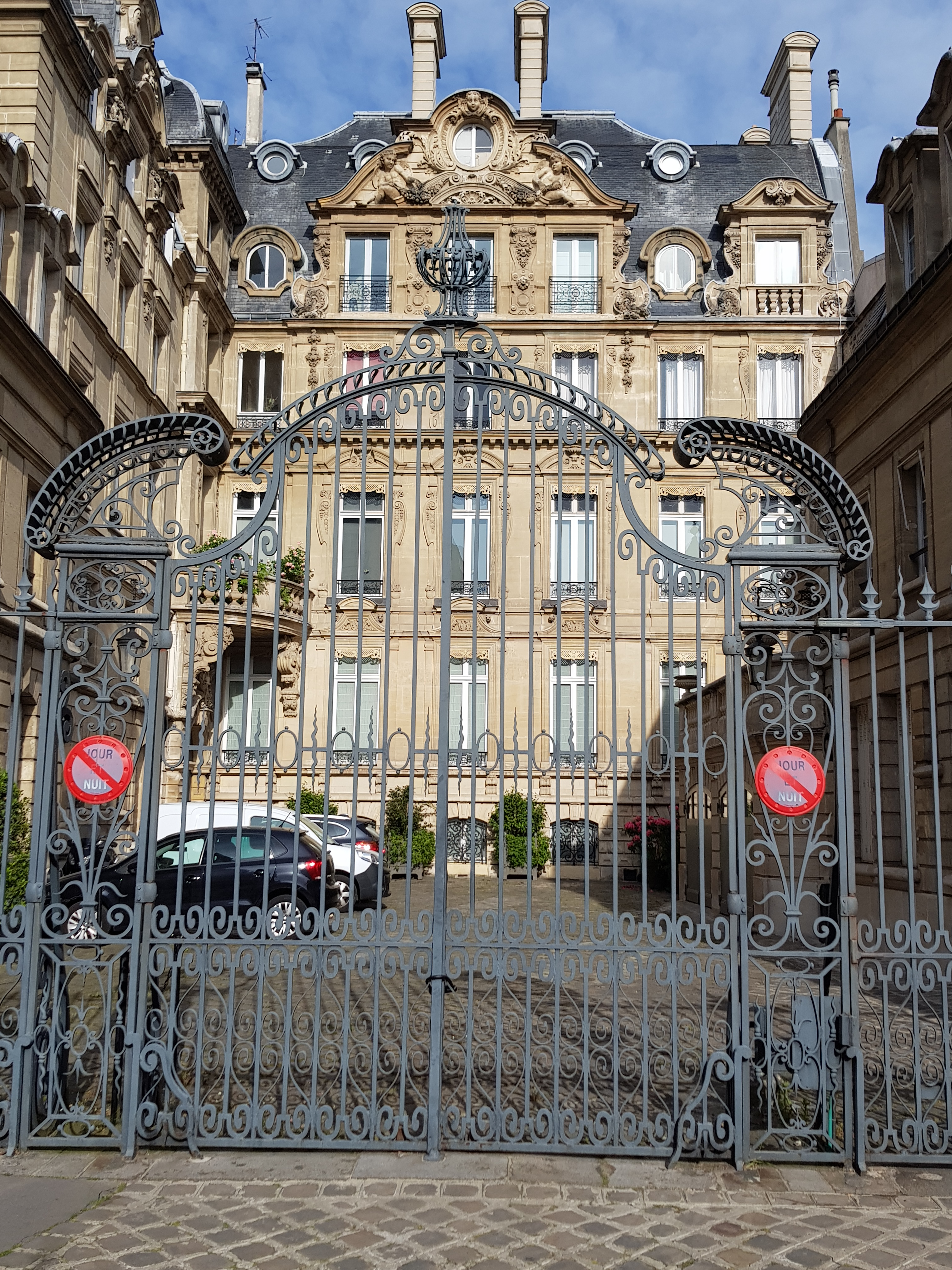
No 40.

La voie est percée à la suite d'une ordonnance du 18 mai 1838 : 
« Louis-Philippe, etc.,
Vu l’offre faite par le sieur Barbet de Jouy, propriétaire à Paris, d’ouvrir sur les terrains qui lui appartiennent, entre la rue de Varennes et celle de Babylone, une rue de 11 mètres de large, qui formerait une communication entre ces deux voies publiques, et à laquelle il demande à donner son nom ;
Vu le plan des alignements de la rue projetée, la délibération du Conseil municipal de la ville de Paris du 12 mai 1837 ; ensemble l’avis du préfet du département de la Seine ;
Vu l’article 52 de la loi du 16 septembre 1807 ;
Le comité de l’intérieur de notre Conseil d’État entendu, nous avons ordonné et ordonnons ce qui suit :
ARTICLE PREMIER. — Le sieur Barbet de Jouy est autorisé à ouvrir sur les terrains dont il est propriétaire, entre les rues de Varennes et de Babylone, à Paris, une rue de onze mètres de large, conformément au plan ci-annexé, la dite rue prendra le nom de rue Barbet de Jouy.
ART. 2. — L’autorisation résultant pour le sieur Barbet de l’article précédent, ne lui est accordée qu’à charge par lui, ses successeurs ou ayants cause :
1re De céder gratuitement à la ville de Paris le sol de la nouvelle voie publique.
2e De supporter les frais de premier établissement du pavage, d’éclairage par le gaz et de trottoirs, y compris les frais de relevé à bout du pavage ; en outre, les frais de premier établissement de deux bornes fontaines ;
3e De donner aux nivellements une pente d’un centimètre au moins par mètre, et d’exécuter les travaux de pavage en chaussée bombée, ceux des trottoirs et des bornes-fontaines, suivant les plans et sous la surveillance des ingénieurs de la ville de Paris ;
4e Enfin de n’élever qu’à une hauteur de seize mètres cinquante centimètres les bâtiments qui seront construits sur la nouvelle rue.
ART. 3. — Notre ministre secrétaire d’État de l’intérieur est chargé, etc.
Donné au palais des Tuileries, le 18 mai 1838. »
Selon cette ordonnance, les bâtiments riverains ne doivent pas dépasser une hauteur de 16,50 m. Dans les années 1937-1938, on construit cependant les immeubles des nos 22 et 24, d'une hauteur de six et sept étages.
Le 29 mai 1918, durant la première Guerre mondiale, un obus lancé par la Grosse Bertha explose au no 40 rue Barbet-de-Jouy.
En 1946, un abbé en donne la description suivante : « C’est l’une des rues les plus agréables de Paris par le charme de ses grands arbres, les grappes de glycines et son calme provincial très favorable à la promenade des chiens du quartier. C’est un parcours idéal et poétique, à l’ombre des marronniers et dans les allées des grands parcs où l’on entend encore le chant des coqs. »
Jusqu'aux années 1950, la plupart des bâtiments sont des hôtels particuliers datant des années 1830-1840. Mais à la fin de cette période, des travaux de démolition et de reconstruction changent l'aspect de la rue, principalement sur son côté impair. Plusieurs riverains se constituent alors en association de protection. Aujourd'hui, l'essentiel du côté pair ainsi qu'une petite partie du côté impair ont été préservés.

## Bâtiments remarquables et lieux de mémoire

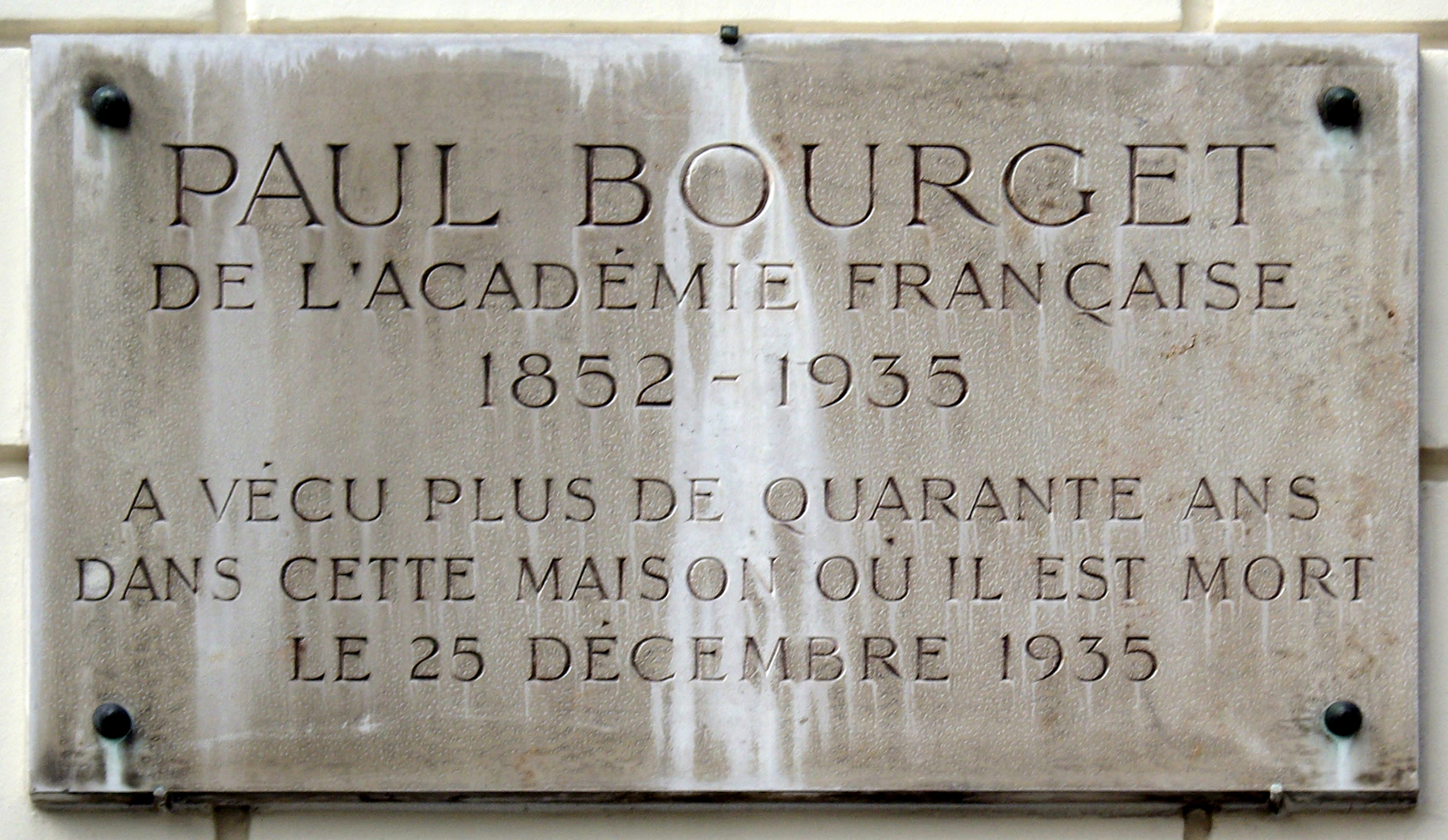
La plaque commémorant Paul Bourget au no 20.

- La rue longe les communs, la cour d'honneur, le principal corps de logis et les jardins de l'hôtel de Clermont, à l'angle de la rue de Varenne (aujourd'hui occupé par le ministère des Relations avec le Parlement).
- No 1 : ancien hôtel particulier, fortement remanié.
- Nos 3-5-7 : ministère de l'Agriculture et de la Souveraineté alimentaire.
- No 11 : Romy Schneider, qui occupait dans cet immeuble avec son compagnon Laurent Pétin et sa fille Sarah Biasini un appartement prêté par son ami le producteur tunisien Tarak Ben Ammar, y a été retrouvée morte le 29 mai 1982[7].
- No 17 (angle de la rue de Chanaleilles) : ambassade de Suède, bâtiment d'une architecture moderne construit au début des années 1970 par l'architecte français André Malissard[8].
- No 19 : bâtiment surélevé en 1933[9] ; le peintre et photographe espagnol Josep Maria Sert (1874-1945) y avait un atelier, dont le marchand de tableaux René Gimpel donna dans ses carnets la description suivante : Plutôt que dans un atelier, je me croirais sur le plateau de quelque théâtre. Ses toiles sont grandes comme des décors[10].
- No 20 : l’écrivain Paul Bourget (1852-1935) a vécu plus de quarante ans à cette adresse, comme le signale une plaque commémorative en façade. En juillet 1919, le journaliste Gérard Bauër lui rend visite dans son appartement du deuxième étage, « le plus démodé de Paris », et décrit « une demeure d’homme de lettres, où des meubles d’un style pur et simple supportent de menus objets d’art, souvenirs et reliques, où des tableaux pendent au mur, à côté de portraits d’amis notoires, de maîtres illustres. Dans le cabinet de travail, où des vitraux ne laissent pénétrer qu’un jour adouci, une haute bibliothèque court tout le long de la pièce. (...) Au-dessus de la table où M. Paul Bourget écrit est massée toute l’œuvre de Balzac, à portée de main en des tomes assouplis et qui paraissent avoir été lus et relus. Jamais je ne suis entré dans ce cabinet sans trouver l’écrivain à son bureau. Il y écrit toute la matinée, quelquefois une partie de l’après-midi et de la soirée. De ce labeur ininterrompu sont sortis cinq ou six livres de critiques et d’études, autant de pièces de théâtre et plus de cinquante romans[11]. »
- No 25 : hôtel de La Tour du Pin. Hôtel particulier construit par l'architecte Louis Visconti en 1844[12]. Aujourd'hui ambassade de Tunisie.
- No 26 : André Parmentier y a vécu dans les années 1910[13].
- Nos 29-31-33 : hôtel de Luppé, construit en 1860 par Louis-Adolphe Janvier et réuni à son voisin, l’hôtel de Montbello, depuis 1975[14]. L’hôtel de Luppé abrite la préfecture d’Île-de-France jusqu’en 2011 puis est racheté par le conseil régional d’Île-de-France pour 18,9 millions d’euros, ce qui suscite une polémique[15],[16]. En 2019, la région vend l’ensemble de ses locaux, répartis entre les deux hôtels et le vaste immeuble à l’angle de la rue de Babylone et du boulevard des Invalides, au groupe d’assurance et de retraite AG2R La Mondiale pour un montant de 176 millions d’euros et ne conserve qu’un pied-à-terre rue Barbet-de-Jouy[17],[18].
- No 32 : hôtel de Viart-Rambuteau. Résidence officielle de l'archevêque de Paris depuis 1924[19], après que la loi de séparation des Églises et de l'État de 1905 l'eut évincé de l'hôtel du Châtelet, rue de Grenelle. Le cardinal Richard dut accepter provisoirement l'hospitalité du baron Cochin, rue de Babylone, avant que l'archevêque puisse s'installer dans cette propriété donnée à la fabrique de l'archevêché par sa propriétaire. Les bâtiments, datant du XIXe siècle, sont « sans caractère particulier[20] ».
- No 34 : hôtel particulier longtemps habité par l'industriel Jean-Luc Lagardère, qui y est mort en 2003. Sa veuve Betty l'a vendu en 2005 pour 25 millions d'euros à Bernard Arnault qui en a fait sa résidence parisienne[21]. Le bâtiment de quatre étages répartis sur 2000 m2 abrite notamment une piscine en sous-sol[22]. Il s'agissait au XIXe siècle de l'école privée Saint-François-Xavier.
- No 38 : l’homme d’affaires américain James Hazen Hyde (1876-1959) a habité à cette adresse dans les années 1920[23].
- No 40 : hôtel particulier construit par l'architecte Clément Parent, sur un terrain acheté en juin 1861 par le baron de Montigny, qui venait de vendre l'hôtel de Cassini. À la mort du baron de Montigny, en août 1862, l'hôtel est encore en construction et sera terminé par ses héritiers, dont les descendants y résideront durant un siècle. Il est qualifié de « remarquable » par Le Guide du patrimoine. Paris[24]. L’entrée principale se trouve à l’angle gauche de l’hôtel, surplombée par un balcon à balustrade lui-même soutenu par un lion et un griffon sculptés. Le 29 mai 1918, un obus allemand détruit une partie des communs et des remises[25]. La créatrice de parfums Hélène Rochas a habité au rez-de-chaussée de 1944 à sa mort en 2011, dans un appartement de 400 m2 avec un jardin de 200 m2[26] aménagé par le décorateur Georges Geffroy[27],[28].
- No 44 : immeuble construit par l’architecte F. Fournier en 1844, comme le signale une inscription en façade.
- Les jardins des immeubles du côté pair donnent sur les jardins de l'hôtel de Broglie (entrée principale au 73, rue de Varenne), du musée Rodin et du lycée Victor-Duruy.

### Bâtiments détruits
- No 16 : hôtel Arconati-Visconti, puis de Polignac, construit en 1880[29]. L'hôtel particulier de la marquise Arconati-Visconti est acquis par la couturière Jeanne Lanvin en 1920. Elle fait construire une aile de réception dont les salles (vestibule, bibliothèque, galerie, salle à manger) sont aménagées par le décorateur Armand-Albert Rateau de 1921 à 1924[30]. En 1930, l'architecte décorateur et peintre Louis Süe y fait des travaux de décoration avec son collaborateur Henri Gonse, chez le comte Jean de Polignac, second mari de la fille de Jeanne Lanvin. L'hôtel est démoli et remplacé par un immeuble en 1965. En souvenir de la comtesse Jean de Polignac, le prince Louis de Polignac offre alors au musée des Arts décoratifs l’installation complète, avec l’ameublement, des appartements privés, comprenant une chambre à coucher, un boudoir et une salle de bains.
- No 17 : à cette adresse se trouve en 1907 l’hôtel particulier de la marquise d’Argenson, qui y organise régulièrement, dans son jardin, des fêtes enfantines « au profit du patronage Rosaire et de sa colonie de vacances »[31]. « Pour un modeste prix d’entrée de 2 francs, les jeunes visiteurs jouiront de tous les plaisirs qu’ils apprécient le plus : prestidigitateur, loteries, gymkhana, courses de bêtes, promenades à âne, concours divers pour les petits garçons et pour les petites filles, richement dotés de prix[32]. » La créatrice de mode Elsa Schiaparelli est domiciliée à cette adresse en 1938[33], où elle occupe un appartement aménagé par le décorateur Jean-Michel Franck[34].

### Anciens résidents
- Margherita Agnelli, Marie-Louise Arconati-Visconti, Pierre Berès, Paul Bourget, Jérôme Cahuzac, Christian Cambon, Leïla Chahid, Claire Chazal, Jean Chiappe, Joseph Gratry, Louis Justin-Besançon, Jean-Luc Lagardère[35], Jeanne Lanvin, Jean Lartéguy, Jean-Marie Lustiger[35], François Marty, Étienne Michon, Louis Michon, Guesch Patti, Guy de Polignac, Famille de Pourtalès, Hélène Rochas, Elsa Schiaparelli,  Consuelo de Saint-Exupéry, Romy Schneider, José Maria Sert, Angelo Tarlazzi, Jean-Loup Tournier, Emanuel Ungaro.
- Marie-Blanche de Polignac, personnalité mondaine parisienne et fille de la couturière Jeanne Lanvin, y a vécu[36].